# Phyllachora alyxiae
Phyllachora alyxiae är en svampart som beskrevs av Pat. 1896. Phyllachora alyxiae ingår i släktet Phyllachora och familjen Phyllachoraceae.   Inga underarter finns listade i Catalogue of Life.